# Емі Майнцер
Емі Майнцер (англ. Amy Mainzer, нар. 2 січня 1974) — американська жінка-астроном, що спеціалізується на астрофізичній апаратурі та інфрачервоній астрономії. Вона є заступником наукового керівника проєкту WISE і головним дослідником проєкту Neowise з вивчення малих планет і запропонованої місії космічного телескопа Near-Earth Object Camera.

## Життя
Майнцер отримала ступінь бакалавра наук з фізики у Стенфордському університеті з відзнакою (1996), магістра з астрономії у Каліфорнійському технологічному інституті (2000 р.) і доктора астрономії у Каліфорнійському університеті у Лос-Анджелесі (2003).
Її наукові інтереси включають астероїди, коричневі карлики, планетарні атмосфери, залишкові диски, зореутворення, а також розробку та побудову нової наземної та космічної апаратури.
Вона з'являється в декількох епізодах серіалу «Загадки Всесвіту» телеканалу History. Вона також з'являється в документальному фільмі «Зоряна картографія: на Землі», включеному до домашнього відеорелізу серіалу «Зоряний шлях: Покоління» (березень 2010). Майнцер також присутня у документальному фільмі 2016 року «Задля любові до Спока» (англ. For the Love of Spock) про життя Леонарда Німоя та вплив Спока на популярну культуру, режисером якого був син Леонарда Німоя Адам Німой. Станом на початок 2016 року, вона виступає науковим консультантом та ведучою вставок з живими акторами серіалу «Ready Jet Go!» на каналі PBS Kids.

## Нагороди та відзнаки

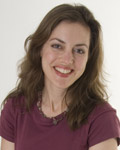
Емі Майнцер

- NASA Exceptional Scientific Achievement Medal (2012)
- NASA Exceptional Achievement Medal (2011)
- Numerous group achievement awards for Spitzer, WISE, NEOWISE
- Lew Allen Award for Excellence (2010)
- NASA Graduate Student Research Program Fellowship (2001—2003)
- National Science Foundation Graduate Research Fellowship(1996—1999 рр.)[7]

### Астероїд
Астероїд 234750 Amymainzer, відкритий астрономами програми NEAT в Паломарській обсерваторії 2002 р., був названий на честь неї. Офіційне посилання на іменування було опубліковано Центром малих планет 26 липня 2010 року (M.P.C. 71353).